# Steven Bauer

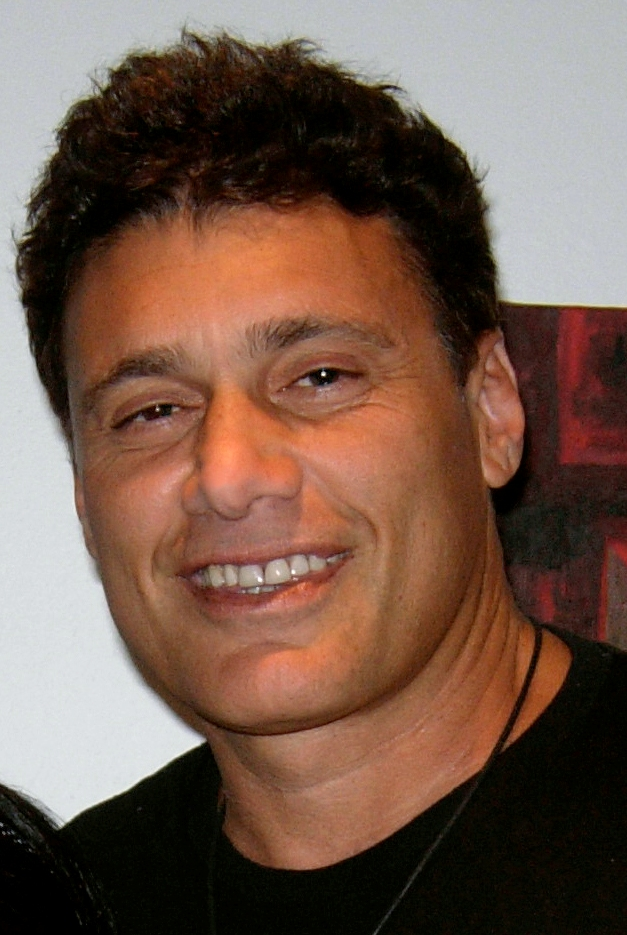
Steven Bauer (2008)

Steven Bauer (eigentlich Esteban Ernesto Echevarria; * 2. Dezember 1956 in Havanna, Kuba) ist ein US-amerikanischer Schauspieler kubanischer Herkunft.

## Leben
Bauer kam mit seiner Familie Anfang der 1960er Jahre als Kind in die Vereinigten Staaten. Seine Großeltern mütterlicherseits waren deutsche Juden, die während der Zeit des Dritten Reichs nach Kuba emigriert waren; von dieser Seite der Familie übernahm er später den Namen Bauer.
In der Serie des Fernsehsenders PBS Que pasa USA spielte er, noch unter seinem Geburtsnamen, die erste Rolle als Darsteller. Nach dem Umzug an die Westküste nahm er Angebote für Gastrollen in Fernsehshows an; 1980 war die Rolle des Pvt. Ignacio Carmona in der Fernseh-Version von From Here to Eternity sein Durchbruch. Größere Bekanntheit erlangte er 1983 durch die Rolle des Manny Ribera im Film Scarface.
In der Folgezeit war er jedoch nicht immer glücklich in der Wahl seiner Rollen. Aufgrund seines Äußeren wurde er öfter als undurchsichtige Figur besetzt, aber auch mehrfach in Detektivserien. Ein Kritikererfolg war die Miniserie Drug Wars (1989), die mit dem Emmy ausgezeichnet wurde. In Steven Soderberghs Kriminaldrama Traffic – Macht des Kartells war Bauer 2000 in der Rolle des Carlos Ayala zu sehen. Eine weitere prägnante Rolle hatte Bauer in der Fernsehserie Breaking Bad, bei der er 2011 in zwei Episoden die Rolle des Don Eladio übernahm. Die gleiche Rolle übernahm er später in vier Episoden des Spin-Offs Better Call Saul.
Bauer war viermal verheiratet; alle Ehen endeten durch Scheidung. Aus seiner ersten Ehe mit Melanie Griffith, die von 1981 bis 1989 hielt, ging der Sohn Alexander Griffith Bauer (* 1985) hervor. Aus seiner zweiten Ehe mit der Schauspielerin Ingrid Anderson ging ein weiterer Sohn (* 1990) hervor.

## Filmografie (Auswahl)
- 1977–1979: ¿Qué pasa, U.S.A.? (Fernsehserie, 28 Episoden)
- 1980: From Here to Eternity (Fernsehserie, Episode 1x01)
- 1981: Und jetzt wird sie Soldat (She’s in the Army Now, Fernsehfilm)
- 1983: Scarface
- 1984: Nachts werden Träume wahr (Thief of Hearts)
- 1985: Alfred Hitchcock präsentiert (Alfred Hitchcock Presents)
- 1986: Gesetz des Terrors (Sword of Gideon)
- 1986: Diese zwei sind nicht zu fassen (Running Scared)
- 1988: Bestie Krieg (The Beast of War)
- 1988: Wildfire
- 1989: Gleaming Heart – Rebellen auf Skateboards (Gleaming the Cube)
- 1989: Drogenkrieg – Das Camarena-Komplott (Drug Wars: The KIKI Camarena Story, Miniserie)
- 1990: Arizona-Killer – Blutspuren im Sand (A Climate for Killing)
- 1991: Gefährliche Engel (Sweet Poison)
- 1991: Stunt seines Lebens (Drive Like Lightning)
- 1991: Teuflisches Komplott (False Arrest)
- 1992: Mein Bruder Kain (Raising Cain)
- 1992: Woman of Desire – Im Netz der Begierde (Woman of Desire)
- 1993: Snapdragon – Mörderische Tätowierung (Snapdragon)
- 1994: Blackout (Stranger By Night)
- 1994: Codename: Silencer
- 1994: Nötigung mit Tödlichen Folgen (Improper Conduct)
- 1994: Star Voyager – Flug zum Planeten Trion (Terminal Voyage)
- 1995: Wild Side
- 1996: Zwielicht (Primal Fear)
- 1997: Navajo Blues – Fährte des Todes (Navajo Blues)
- 1997: Die Cuba-Connection (Plato’s Run)
- 1997: Schwestern und weitere Unbekannte – Blutige Vermächtnis (Sisters and Other Strangers)
- 1998: Versace Murder
- 1999: Roulette des Todes (Naked Lies)
- 2000: In den Fängen der Spinne (Warm Texas Rain)
- 2000: Traffic – Macht des Kartells (Traffic)
- 2000: Relic Hunter – Die Schatzjägerin (Relic Hunter, Fernsehserie, Episode 2x05)
- 2001: Teuflische Begegnung (Malevolent)
- 2003: Masked and Anonymous
- 2004: Raptor Island
- 2005: Pit Fighter
- 2005: The Lost City
- 2006: Das Fest des Ziegenbocks (La Fiesta del chivo)
- 2006: Venus & Vegas
- 2006: Dark World
- 2006: The Last Sentinel
- 2007: Toxic
- 2007: Kings of South Beach
- 2009: Charlie Valentine – Gangster, Gunfighter, Gentleman (Charlie Valentine)
- 2009: Cold Case – Kein Opfer ist je vergessen (Cold Case, Fernsehserie, Episode 6x20 Kubaner)
- 2009: From Mexico With Love
- 2010: Fast Lane
- 2010: Schattenkommando (Shadows in Paradise)
- 2011: Breaking Bad (Fernsehserie, 2 Episoden)
- 2012: Werwolf – Das Grauen lebt unter uns (Werewolf: The Beast Among Us)
- 2013: The Mentalist (Fernsehserie, Episode 5x12)
- 2013–2017: Ray Donovan (Fernsehserie, 44 Episoden)
- 2014: Hawaii Five-0 (Fernsehserie, Episode 5x05)
- 2015: Battle Creek (Fernsehserie, Episode 1x13)
- 2015, 2017: Blue Bloods – Crime Scene New York (Blue Bloods, Fernsehserie, 2 Episoden)
- 2017, 2020: Better Call Saul (Fernsehserie, 4 Episoden)
- 2017–2018: Queen of the South (Fernsehserie, 4 Episoden)
- 2019: Counterpunch
- 2021: Flinch
- 2021: Women Is Losers
- 2021: Navy CIS (Fernsehserie, eine Folge)
- 2023: The Blacklist (Fernsehserie, Episode 10x18)
- 2023: S.W.A.T (Fernsehserie, Episode 6x22)